# Ca l'Estaper
Ca l'Estaper és una casa de Granollers (Vallès Oriental) protegida com a Bé Cultural d'Interès Local.

## Descripció
Casa entre mitgeres en cantonada en una parcel·la medieval, consta de planta baixa, pis i golfes. Façanes planes, coronades per una barana massissa emmarcada per dos fines impostes. De la façana cal destacar la distribució irregular dels buits, la finestra coronella d pedra, sense columna, els dos arcs de carreus de pedra, un rebaixat i l'altre de mig punt, ambdós reduïts amb paredat comú i la cantonada de carreus.